# Masuyite
La masuyite è un minerale rinvenuto a Shinkolobwe e descritto la prima volta da Johannes Vaes. Prende il nome in onore del geologo belga Gustave Masuy (1905–1945).

## Forma in cui si presenta in natura
Si presenta in piccolissimi cristalli appiattiti, lamelle pseudoesagonali o sotto forma di piccole sferette raggiate, di colore che varia dal rosso arancione al rosso carminio.
Tipicamente in geodi di pechblenda, è associata a Sklodowskite, Uranofane, Sharpite.